# メーワート
メーワート（ヒンディー語：मेवात、英語：Mewat）は、インドのラージャスターン州、メーワート県の都市。

## 歴史
1527年、この地の支配者ハサン・ハーン・メーワーティーはサングラーム・シングに味方し、カーヌワーの戦いでバーブルと戦ったが敗れた。
その後、フマーユーンが北インドから追い出されると、シェール・シャーの支配下に入った。
ヒンドゥーの武将ヘームーに味方したハーズィー・ハーン・メーワーティーもまたこの地の出身であった。彼は1556年の第二次パーニーパットの戦いを逃れたのち、1561年にパータンでバイラム・ハーンを殺害した。